# 어머니 (1972년 영화)
어머니는 한국에서 제작된 전우열 감독의 1972년 영화이다. 남궁원 등이 주연으로 출연하였고 강대진 등이 제작에 참여하였다.

## 출연

### 주연
- 남궁원
- 남정임
- 김하림